# Gier nach Geld
Gier nach Geld ist ein US-amerikanischer Kriminalfilm aus dem Jahr 1948 von Sam Newfield mit Hugh Beaumont in der Hauptrolle.

## Handlung
Mit dem Bus kommt Steve Clark in einem Vorort von Los Angeles an. Bei einer Bank deponiert er mehrere Geldbündel im Schließfach, danach nimmt er einen Job als Taxifahrer an. Eines Abends nimmt er vor einem Restaurant Julie Sanders und ihren betrunkenen Begleiter Harry auf. Julie will nach Hause, doch Harry will sie mit zu sich nehmen. Kurzerhand wirft Steve den aufdringlichen Harry aus dem Taxi, lädt Julie zu einem Kaffee ein und fährt sie danach heim. Julie lebt bei ihrer verbitterten Tante Cora. Bei ihrem Abschied küssen sich die beiden.
Am nächsten Tag sieht Steve Julie, die sich als Kellnerin in einer Eisdiele (Malt Shop) bewirbt. Sie verabreden sich für den Abend, was Cora nicht gefällt. Als Steve Julie abholen will, täuscht sie einen Ohnmachtsanfall vor. Julie und Steve bleiben, doch ein aufziehender Sturm verursacht einen Stromausfall. Julie bittet Steve, die Sicherungen auf dem Dachboden zu kontrollieren. Während er nach oben geht, geraten Cora und Julie in Streit. In der Folge fordert Cora ihre Nichte auf, das Haus zu verlassen. Julie, die das alte Haus zwar erben wird, aber dennoch hasst, packt ihre Sachen. Sie und Steve heiraten vor einem Friedensrichter. Julie verrät er, dass er vor einem Jahr geschieden wurde.
Als Julie außer Hörweite ist, lässt Steve eine Nachricht in sein Appartement übermitteln. Zurück im Appartement gibt er vor seinen Anwalt anzurufen. Nach dem Anruf sagt er Julie, dass es Probleme mit der Scheidung gebe. Julie solle bis zur Klärung bei ihrer Tante bleiben. Er besucht Julie dort und verabreicht Cora kleine Dosen Gift. Cora geht es mit der Zeit schlechter, Julie will sie von einem Arzt untersuchen lassen. Steve erklärt ihr, dass er Coras Tee manipuliert habe und dass er 200.000 Dollar im Schließfach deponiert habe, es aber nicht einfach holen könne. Das würde nicht nur die Polizei auf ihn aufmerksam werden lassen, sondern auch einen gewissen Rogers.
Als Cora im Sterben liegt, will Steve das Geld in einer Truhe auf dem Speicher aufbewahren und vorgeben, dass die exzentrische Cora das Geld gehortet hat. Julie will die Polizei benachrichtigen, doch Steve warnt sie, sie habe den vergifteten Tee selber serviert. Zudem seien sie legal verheiratet und können sich deshalb nicht gegenseitig belasten. Steve geht zur Arbeit, kurz darauf will die Nachbarin Mrs. Ferguson Julie und Cora besuchen. Sie sieht Cora sterbenskrank im Bett liegen und zieht ihren Arzt, Dr. Wagner, zu Rate. Der stellt ein Rezept aus, das Julie einlösen soll. Als Julie die Apotheke verlässt, wird sie von Steve erwartet, der das Medikament wegwirft.
Cora stirbt schließlich und Steve deponiert das Geld auf dem Speicher. Julies Anwalt Donald Harper, der nichts von ihrer Heirat weiß, erklärt ihr, dass es noch eine Weile bis zur Testamentseröffnung dauern wird. In einer Bar wird Steve von dem Barkeeper Charlie als Freddie Howard angesprochen und gewarnt, dass Rogers die ganze Ostküste nach ihm absuche. Als Donald Julie Rosen und eine Einladung zum Abendessen schickt, wird Steve eifersüchtig und schlägt sie. Er will sich dafür entschuldigen und lädt sie seinerseits ein. Steve verspätet sich und die wartende Julie wird im Restaurant von Donald gesehen, der sie an seinen Tisch bittet. Julie wird vom Ober ein Telefon gereicht. Steve ruft sie von einer Telefonzelle gegenüber des Restaurants an und fordert sie auf, Donald loszuwerden. Julie hängt den Hörer nicht richtig auf, so dass Steve mithört, wie Julie Donald erklärt, dass sie ihm ihre Sorgen nicht erklären könne. Sie werde ihn aber so bald wie möglich in seinem Büro besuchen.
Julie versichert Steve, zu ihm zu halten, doch schon bald wird Steve klar, dass sie ihn verlassen will. Nach einem Hinweis von Charlie erscheint Rogers und will seinen Anteil an den 200.000 Dollar einstreichen. Das Geld ist die Beute eines Banküberfalls in Denver, den Rogers und Steve begangen haben. Steve kann seinen ehemaligen Partner erschießen. Mit Julies Hilfe lässt er die Leiche verschwinden. Julie erklärt ihm, so nicht mehr weitermachen zu können und ihn verlassen zu wollen. Doch Steve will alles tun, damit sie bei ihm bleibt. Ein Mr. Haynes erscheint und verlangt die Zahlung von 100 Dollar. Diese Summe hatte er vor vier Jahren Coras Ehemann geliehen und dafür einen Schuldschein erhalten. 
Donald bekommt heraus, dass Steve in den Banküberfall in Denver verwickelt ist und auch nicht mehr für das Taxiunternehmen arbeitet. Er durchsucht Steves Appartement und findet die Heiratsurkunde. Der Manager des Wohnblocks sieht Donald dabei und ruft Steve an, der von der Beschreibung her Donald identifiziert. Als Donald in Coras Haus ankommt, wird er von Steve mit einer Pistole bedroht. Steve gesteht den Bankraub und erklärt, dass Julie unschuldig sei. Er dreht das Radio lauter und schießt Donald nieder. Trotz der Lautstärke hören Beamte einer Polizeistreife das Geräusch und forschen nach. Sie kommen gerade rechtzeitig und erschießen Steve, der seinerseits Julie erschießen will, um für immer mit ihr zusammen zu sein. Julie wird als Steves Komplizin zu zehn Jahren Gefängnis verurteilt. Sie hofft, dass Donald auf sie warten wird.

## Hintergrund
Gedreht wurde der Film ab Mitte Januar 1948 in Canoga Park, in den Sutherland-Studios in Los Angeles und in den Universal-Studios in Universal City.
In kleinen nicht im Abspann erwähnten Nebenrollen traten Dick Elliott und Pierre Watkin als Friedensrichter auf. Ebenfalls unerwähnt blieben Don C. Harvey als Harry, Carl Milletaire als Charlie und Walter Soderling als Mr. Haynes.

## Veröffentlichung
Die Premiere des Films fand am 15. April 1948 statt. In der Bundesrepublik Deutschland wurde er am 11. April 1990 im deutschen Fernsehen ausgestrahlt.

## Kritiken
Das Lexikon des internationalen Films schrieb: „B-Picture, das seiner einfachen Handlung immer wieder eine erstaunliche Wende geben kann; solide Spannungsunterhaltung.“